# Pierre-François Martin-Laval
Pour les articles homonymes, voir PEF et Martin-Laval.
Ne doit pas être confondu avec Pierre Élie Ferrier qui utilise le même pseudonyme.
Pierre-François Martin-Laval, également surnommé Pef, est un acteur, réalisateur et metteur en scène français, né à Marseille le 25 juin 1968. Il est le fils de Denis Martin-Laval.
Il est surtout connu pour avoir été membre de la troupe comique Les Robins des Bois durant les années 1990-2000.
Durant les années 2010, il s'impose au cinéma en signant plusieurs adaptations de bandes dessinées : King Guillaume (2009), Les Profs (2013), Les Profs 2 (2015) et Gaston Lagaffe (2018).

## Biographie

### Carrière avec les Robins des Bois
De 1988 à 1991, Pierre-François Martin-Laval s’est formé au métier de comédien sous la direction d’Isabelle Nanty et Denise Bonal. C’est au cours d’Isabelle Nanty qu’il rencontre Marina Foïs, Élise Larnicol, Maurice Barthélemy, Jean-Paul Rouve et Pascal Vincent qui formeront les Robins des Bois. Le 10 octobre 1996 au théâtre des Sablons de Fontainebleau, The Royal Imperial Green Rabbit Company jouait pour la première fois la pièce de Robin des Bois d'à peu près Alexandre Dumas mise en scène par Pierre-François. La troupe prend le nom des Robins des Bois. Cette pièce a été présentée plus de 250 fois à Paris au théâtre de la Gaîté-Montparnasse puis au Splendid.
En 1996, Dominique Farrugia les remarque à Fontainebleau et il décide de les produire en les programmant sur la chaîne Comédie !. Ils se produisent dans La Grosse Émission de novembre 1997 à juin 1999 puis grâce à leur succès passeront sur la chaîne Canal+ dans Nulle part ailleurs pendant deux ans de septembre 1999 à 2001. Sur Comédie ! et à Nulle part ailleurs, Pierre-François Martin-Laval avait plusieurs personnages récurrents parmi lesquels Pouf le Cascadeur, le Commissaire Van Loc, Monsieur Merdocu, Maître Marcadet, Madame Marcadet, le Professeur Cigalon.
La troupe se sépare au début des années 2000, chacun entreprenant une carrière d'acteur en solo.

### Seconds rôles au cinéma
Il enchaîne les apparitions au cinéma, souvent dans des comédies populaires, réalisées par des anciens de Canal + : Trafic d'influence (1999) de Dominique Farrugia, La Vérité si je mens ! 2 (2001) de Thomas Gilou, La Tour Montparnasse infernale (2001) de Charles Némès, Astérix et Obélix : Mission Cléopâtre (2002) d'Alain Chabat, Le Bison (et sa voisine Dorine) (2003) d’Isabelle Nanty, et RRRrrrr!!! (2004), d'Alain Chabat, qui marque ses retrouvailles avec la troupe des Robins des Bois.
Parallèlement, il s'aventure dans un registre dramatique : en 2006 dans les téléfilms Le Temps des secrets et Le temps des amours, il prête ses traits à Joseph Pagnol, face à Armelle Deutsch dans le rôle d'Augustine Pagnol. En 2011, il retrouve l'actrice pour un projet plus contemporain, La Grève des femmes.
Mais entre-temps, il est passé à la mise en scène. Après être apparu en 2004 dans la première réalisation de son compère Maurice Barthélémy, Casablanca Driver, il se lance dans l'exercice avec la comédie Essaye-moi. Il se fait aider d'Isabelle Nanty au scénario à qui il confie aussi un rôle. Il a pour partenaires Julie Depardieu, Pierre Richard, Kad Merad et Marina Foïs. Le film passe inaperçu. La même année, il retrouve plusieurs anciens de Canal+ pour la comédie à gros budget Un ticket pour l'espace d'Éric Lartigau.
En 2009, il signe sa deuxième réalisation, King Guillaume. Cette adaptation de la bande dessinée Panique à Londres de Jean-Marc Rochette et René Pétillon lui permet de livrer une nouvelle comédie romantique. Il en partage l'affiche avec Florence Foresti, mais confie de nouveau des rôles à Pierre Richard et Isabelle Nanty. La même année, il remplace au débotté François Cluzet dans le rôle du méchant Cinéman, seconde réalisation de Yann Moix, parti après avoir appris que Franck Dubosc remplace Benoît Poelvoorde. Les deux longs métrages sont des flops critiques et commerciaux.
Il va alors se concentrer sur la mise en scène.

### Mise en scène et succès (années 2010)

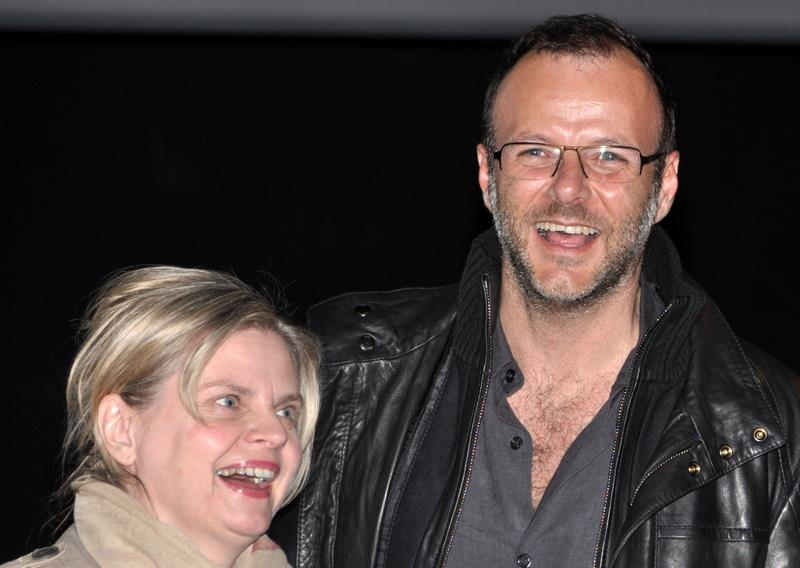
L'acteur avec son mentor Isabelle Nanty à la première de la comédie Les Profs.

En 2010, il met aussi en scène la comédie musicale Spamalot au théâtre Comédia, inspirée du film Sacré Graal des Monty Python. Les douze comédiens et six danseurs sont accompagnés par un orchestre de huit musiciens. Pef interprète le rôle principal du Roi Arthur.
En 2011, Pierre-François Martin-Laval met en scène la comédie de Philippe Elno, Simplement Complexe à l'affiche de la Comédie de Paris à partir du 8 septembre 2011. Il dirige à cette occasion Denis Maréchal, Philippe Elno et Fabienne Galula.
En 2012, il remplace Bruno Podalydès dans la suite Les Vacances de Ducobu, réalisé par Philippe de Chauveron, porté par la prestation d'Élie Sémoun. Dans le premier film, réalisé en 2011, Podalydès incarnait le père du jeune héros.
C'est en 2013 qu'il connaît un petit succès commercial avec sa troisième réalisation, Les Profs. Il se confie l'un des seconds rôles de cette adaptation de la bande dessinée éponyme, reposant sur la vedette des adolescents Kev Adams. La même année, il reprend Spamalot à Bobino, et ce jusqu'en 2014.
En 2014, sa mise en scène du spectacle Airnadette a été sélectionnée aux Globes de Cristal dans la catégorie Meilleure comédie musicale.
En 2015, il signe la suite Les Profs 2, dont l'accueil est mitigé (allociné 2.3/5, presse comme spectateurs). La même année, comme acteur, il revient au drame pour partager l'affiche de la mini-série policière Disparue avec François-Xavier Demaison.
En 2017, il tient un second rôle dans la comédie romantique fantastique L'Un dans l'autre, portée par Louise Bourgoin et Stéphane De Groodt. Il joue aussi un père dépassé avec Isabelle Nanty dans le rôle de son épouse dans la comédie Mon poussin.
En 2018, il revient avec son cinquième projet : il réalise, écrit et joue dans Gaston Lagaffe, adapté de la bande dessinée d'André Franquin. Le film, qualifié de "désastre" par la propre fille de Franquin, est un échec critique (une moyenne de notes de 2,1/5 pour la presse) et commercial (383 792 entrées en France en deux semaines de diffusion et un box office généré de seulement 4 348 198 $ pour un budget estimé à 20 000 000 $). Comme acteur, il participe à un épisode de la série policière à succès Capitaine Marleau, sous la direction de Josée Dayan. Il tient aussi un petit rôle dans Les Affamés, un long-métrage mené par Louane Emera, où il joue le Gratte-Fesses.

### Vie privée
Pierre-François Martin-Laval est marié depuis 2008[réf. nécessaire], et est père de trois enfants[réf. nécessaire]. Un de ses enfants est né en avril 2013.

## Filmographie
Sauf indication contraire, les informations mentionnées dans cette section peuvent être confirmées par les bases de données cinématographiques  présentes dans la section « Liens externes ».

### Acteur

#### Cinéma
- 1992 : Le Collecteur de Ronan Fournier-Christol (court métrage)
- 1996 : Mémoires d'un jeune con de Patrick Aurignac
- 1998 : Serial Lover de James Huth
- 1999 : Zooloo de Nicolas Bazz (court métrage)
- 1999 : Trafic d'influence de Dominique Farrugia
- 1999 : La Fille sur le pont de Patrice Leconte
- 2000 : Les Frères Sœur de Frédéric Jardin
- 2001 : La Vérité si je mens ! 2 de Thomas Gilou
- 2001 : La Tour Montparnasse infernale de Charles Némès : Jean-Louis
- 2001 : La Grande Vie ! de Philippe Dajoux
- 2002 : Astérix et Obélix : Mission Cléopâtre d'Alain Chabat : le lanceur à la catapulte
- 2003 : Le Bison (et sa voisine Dorine) d'Isabelle Nanty
- 2003 : Les Clefs de bagnole de Laurent Baffie : lui-même
- 2004 : RRRrrrr!!! d'Alain Chabat : Pierre (le frisé)
- 2004 : Casablanca Driver de Maurice Barthélémy
- 2006 : Un ticket pour l'espace d'Éric Lartigau
- 2006 : Essaye-moi de lui-même
- 2008 : Vilaine de Jean-Patrick Benes et Allan Mauduit : Richard Martinez
- 2008 : Modern Love de Stéphane Kazandjian
- 2009 : King Guillaume de lui-même : Guillaume Brunel
- 2009 : Cinéman de Yann Moix
- 2010 : Les Meilleurs Amis du monde de Julien Rambaldi : Jean-Claude
- 2011 : Une folle envie de Bernard Jeanjean
- 2012 : Les Vacances de Ducobu de Philippe de Chauveron : le père de Ducobu
- 2012 : Entre les corps (court métrage) d'Anaïs Sartini : le barman du club
- 2013 : Les Profs de lui-même : Antoine Polochon
- 2015 : West Coast de Benjamin Weill : père de Copkiller
- 2015 : Les Profs 2 de lui-même : Antoine Polochon
- 2015 : Parents d'élèves (court métrage) de FloBer
- 2016 : Un jour mon prince de Flavia Coste : le corbeau
- 2017 : L'Un dans l'autre de Bruno Chiche : Éric
- 2017 : Mon poussin de Frédéric Forestier : Harold
- 2018 : Gaston Lagaffe de lui-même : Prunelle
- 2018 : Les Affamés de Léa Frédeval : Marc
- 2019 : Fahim de lui-même : Peroni
- 2022 : L'Homme parfait de Xavier Durringer : Bobby
- 2023 : Les Vengeances de Maître Poutifard de lui-même : le président de la République
- 2023 : Jeff Panacloc : À la poursuite de Jean-Marc de lui-même : le joggeur choqué / Patrick, le gendarme surmené / Georges, le voisin de Nanouche
- 2024 : Challenger de Varante Soudjian : l'adjoint au maire d'Amiens

#### Télévision
- 1995 : Navarro (série télévisée), épisode Femmes en colère : Dédé
- 1997 : La Basse-cour (série télévisée), épisodes La Basse-cour et Le Diable dans l'école de Christiane Leherissey
- 2000 : La Cape et l'Épée (série télévisée) de Jean-Jacques Amsellem, Bernard Faroux et Valérie Firla
- 2006 : Le Temps des secrets (téléfilm) de Thierry Chabert
- 2006 : Le Temps des amours (téléfilm) de Thierry Chabert
- 2011 : La Grève des femmes de Stéphane Kappes : Franck
- 2011 : Le Grand Restaurant 2 (émission de télévision) de Gérard Pullicino : le potache qui renie
- 2013 : Soda (série télévisée) d'Édouard Pluvieux
- 2015 : Disparue (mini-série) de Charlotte Brandström : Julien Morel
- 2018 : Capitaine Marleau (série télévisée), épisode Double Jeu de Josée Dayan : Paul Dalvet
- 2022 : Enquête à cœur ouvert de Frank Van Passel : Vincent Arrieta
- 2024 : Mercato (série télévisée) de David Hourrègue : commissaire Brancheraud
- 2024 : Panique au 31 de Gaël Leforestier : DJ Sylvain
- 2025 : Meurtres à Bussang (téléfilm de la collection Meurtres à...) de Didier Bivel : Olivier Sonzogni

#### Doublage
- 2003 : La Prophétie des grenouilles de Jacques-Rémy Girerd : le girafe (création de voix)
- 2007 : Ratatouille de Brad Bird : Émile (version française)
- 2007 : Notre ami le rat (court métrage) de Jim Capobianco : Émile (version française)
- 2010 : L'Apprenti Père Noël de Luc Vinciguerra : Edgar (création de voix)
- 2012 : Le Magasin des suicides de Patrice Leconte : le joli garçon (création de voix)

### Réalisateur et scénariste
- 2006 : Essaye-moi
- 2009 : King Guillaume
- 2013 : Les Profs
- 2015 : Les Profs 2
- 2018 : Gaston Lagaffe
- 2019 : Fahim
- 2022 : Week-end Family (série télévisée), saison 1
- 2023 : Les Vengeances de Maître Poutifard
- 2023 : Jeff Panacloc : À la poursuite de Jean-Marc

## Théâtre
Sauf indication contraire ou complémentaire, les informations mentionnées dans cette section peuvent être confirmées par la base de données Les Archives du spectacle.

### Auteur
- 1997 : Robin des Bois d'à peu près Alexandre Dumas, des Robins des Bois, en collaboration avec Marina Foïs

### Comédien
- 1991 : Georges Dandin de Molière, mise en scène S. Brisé
- 1991 : Le Bébé de Monsieur Laurent, de Roland Topor, mise en scène Jean-Christophe Berjon
- 1992 : On garde le moral, mise en scène A. Halimi
- 1993 : Un couple ordinaire, mise en scène par R. Kuperberg
- 1993 : Reniflard and Co. des Marx Brothers, mise en scène Jean-Christophe Berjon
- 1993 : La Mouette d'Anton Tchekov, mise en scène Isabelle Nanty, Théâtre de Nice
- 1994 : L’Arbramouche, mise en scène V. Martin
- 1994 : L’Ascenseur, mise en scène M. Hemada
- 1995 : Mémoire et intamarre, mise en scène V. Martin
- 1996 : Le Goût de la Hierarchie de et mise en scène Édouard Baer, théâtre Galabru
- 1996 : Les Caprices de Marianne d'Alfred de Musset, mise en scène Jean-Paul Rouve
- 1997 : Robin des Bois d'à peu près Alexandre Dumas, des Robins des Bois, d’après Alexandre Dumas, mise en scène Pierre-François Martin-Laval
- 2010 : Spamalot d'Eric Idle, mise en scène Pierre-François Martin-Laval, Théâtre Comédia
- 2011 : Simplement Complexe de Philippe Elno, mise en scène Pierre-François Martin-Laval, Comédie de Paris
- 2013 : La Station Champbaudet d'Eugène Labiche, mise en scène Ladislas Chollat, théâtre Marigny
- 2013 : Spamalot d'Eric Idle, mise en scène et adaptation Pierre-François Martin-Laval, Bobino
- 2020 : Le Système Ribadier de Georges Feydeau, mise en scène Ladislas Chollat, théâtre des Bouffes Parisiens
- 2023 : Spamalot d'Eric Idle, mise en scène Pierre-François Martin-Laval, Théâtre de Paris

### Metteur en scène
- En attendant l’Olympia avec Pascal Vincent (1995-1996, tournée en Suisse)
- Robin des Bois d'à peu près Alexandre Dumas (1997, au Théâtre de la Gaîté-Montparnasse et Splendid)
- Éric et Ramzy (1996-1998, au Bec Fin, au Café de la Gare, au Splendid et au Palais des Glaces, Olympia et tournée)
- Capri c’est pas fini avec Kad et Olivier (1998, au Café de la Danse)
- Kad et Olivier (1999, au Café de la Danse)
- Patrick Bosso Exagère (2000, au Palais des Glaces)
- 2010 : Spamalot (au théâtre Comedia), comédie musicale
- 2011 : Simplement Complexe de Philippe Elno, Comédie de Paris
- Octobre 2011 : Airnadette, la « comédie musiculte »
- 2013 : Spamalot (au théâtre Bobino), comédie musicale